# Zeiningen
Zeiningen (schweizertyska: Zeinige) är en ort och kommun i distriktet Rheinfelden i kantonen Aargau, Schweiz. Kommunen har 2 547 invånare (2023).